# Thomas Marsh Forman
Thomas Marsh Forman (* 4. Januar 1809 in Wilmington Island, Chatham County, Georgia; † 27. September 1875 in Brunswick, Glynn County, Georgia) war ein amerikanischer Politiker im 19. Jahrhundert.
Forman bekleidete 1847 einen Sitz im Senat von Georgia. Nach der Sezession von Georgia 1861 vertrat er jenen Staat im Provisorischen Konföderiertenkongress. Dort war er vom 7. August 1861 bis zum 17. Februar 1862 tätig.
Er starb 1875 in Brunswick, Georgia und wurde anschließend dort auf dem Oak Grove Cemetery beigesetzt.